# Afghanistan i olympiska sommarspelen 1948
Afghanistan deltog med 31 deltagare i två sporter vid de olympiska sommarspelen 1948 i London. Det var andra gången Afghanistan deltog i de olympiska spelen.

## Fotboll
Laguppställning
- Abdul Ahad Kharot
- Abdul Ghafoor Yusufzai
- Abdul Hamid Tajik
- Abdul Shacour Azimi
- Abdul Ghafoor Assar
- Abdul Ghani Assar
- Mohammad Anwar Afzal
- Mohammad Anwar Kharot
- Mohammad Sarwar Yusufzai
- Mohammad Ibrahim Gharzai
- Yar Mohammad Barakzai

Kvalmatch
|       | 26 juli 1948 | Luxemburg                    | 6 – 0           | Afghanistan |                                                                           |                                                                           |
| 18:00 | 18:00        | Gales Schammel Kettel Paulus | (3 – 0) Rapport |             | Goldstone Ground, Brighton Publik: 5 000 Domare: A. C. Williams (England) | Goldstone Ground, Brighton Publik: 5 000 Domare: A. C. Williams (England) |
| 18:00 | 18:00        |                              |                 |             | Goldstone Ground, Brighton Publik: 5 000 Domare: A. C. Williams (England) | Goldstone Ground, Brighton Publik: 5 000 Domare: A. C. Williams (England) |
| 18:00 | 18:00        |                              |                 |             | Goldstone Ground, Brighton Publik: 5 000 Domare: A. C. Williams (England) | Goldstone Ground, Brighton Publik: 5 000 Domare: A. C. Williams (England) |

## Landhockey
Laguppställning
- Mohammad Attai
- G. M. Jagi
- Mohammad Khogaini
- Bakhteyar Gulam Mangal
- Ahmad Jahan Nuristani
- Abdul Kadir Nuristani
- Din Mohammad Nuristani
- Jahan Gulam Nuristani
- Mohammad Amin Nuristani
- Mohammad Jahan Nuristani
- Mohammad Kadir Nuristani
- Ahmad Tajik
- Khan Nasrullah Totakhail
- Ahmad Yusufzai

Gruppspel
| Lag            | S | V | O | F | GM | IM | MS  | P |
| -------------- | - | - | - | - | -- | -- | --- | - |
| Storbritannien | 3 | 2 | 1 | 0 | 19 | 0  | +19 | 5 |
| Schweiz        | 3 | 1 | 2 | 0 | 4  | 2  | +2  | 4 |
| Afghanistan    | 3 | 1 | 1 | 1 | 3  | 9  | −6  | 3 |
| USA            | 3 | 0 | 0 | 3 | 1  | 16 | −15 | 0 |